# 비바로로마노
비바로로마노(이탈리아어: Vivaro Romano)는 이탈리아 라치오주 로마현에 위치한 코무네다. 로마로부터 북동쪽 50km 거리에 있다.